# Dharavandhoo Airport
Dharavandhoo Airport (Baa Atoll Airport) är en flygplats i Maldiverna. Den ligger i den norra delen av landet. Dharavandhoo Airport ligger 11 meter över havet. Den ligger på ön Dharavandhoo.
Närmaste större samhälle är Eydhafushi, 8,9 km sydväst om Dharavandhoo Airport. 